# Mohamed al-Bashir
Mohamed al-Bashir (en árabe: محمد البشير‎, romanizado: Muḥammad al-Bashīr) es un ingeniero y político sirio, ministro de Energía de Siria desde 2025. Previamente, se desempeñó como primer ministro de Siria desde el 10 de diciembre de 2024 hasta el 29 de marzo de 2025, liderando el primer gobierno provisional de Siria tras la caída del régimen de Bashar al-Ásad.
Antes del colapso de la Siria baazista, desempeñó el cargo de primer ministro del Gobierno de Salvación Nacional, el gobierno civil encargado de administrar los territorios bajo el control de la organización islamista sunita Hayat Tahrir al-Sham (HTS).

## Primeros años y educación
Al-Bashir nació en 1983 en el pueblo de Mashoun, situado en la región conocida como Monte Zawiya, en la Gobernación de Idlib (Siria). Se licenció en ingeniería eléctrica por la Universidad de Alepo en 2007. Posteriormente, en el año 2011 pasó a ocupar la titularidad del Departamento de Instrumentos de Precisión de una planta gasista de la Compañía Siria de Gas. En el año 2021 se graduó en Sharía y Derecho por la Universidad de Idlib, así como obtuvo certificados en organización administrativa y gestión de proyectos.

## Carrera política
Antes de ser nombrado ministro, al-Bashir desempeñó diversos cargos menores dentro del Gobierno de Salvación Nacional de Siria, hasta que en el año 2022 fue nombrado ministro de Desarrollo y Asuntos Humanitarios dentro del gobierno de Ali Keda, cargo que desempeñó hasta 2023.
En enero de 2024, fue elegido primer ministro del Gobierno de Salvación, centrando su campaña en el gobierno electrónico. Su gobierno redujo las tarifas inmobiliarias, relajó las regulaciones de planificación y lanzó consultas para ampliar el plan de zonificación de la ciudad de Idlib.
A finales de noviembre de 2024, Hayat Tahrir al-Sham y otros grupos opositores al régimen de Ásad iniciaron una ofensiva desde el noroeste del país, consiguiendo significativas victorias como la captura de Alepo e incrementando significativamente el territorio controlado por el Gobierno de Salvación Nacional de Siria. En una conferencia de prensa, al-Bashir afirmó que la ofensiva se lanzó en respuesta a los ataques contra civiles por parte de las tropas del Gobierno y sus aliados.

### Primer ministro de Siria
El 9 de diciembre de 2024, tras la caída del régimen, a al-Bashir se le encomendó la tarea de formar un gobierno de transición después de que se reuniera con el líder de Hayat Tahrir al-Sham, Ahmed al-Charaa, y con el primer ministro sirio Mohamed Ghazi al-Jalali, para organizar el traspaso del poder. Los nuevos ministros tomaron posesión el 10 de diciembre y se anunció que el Gobierno provisional tiene un mandato que finalizará el 1 de marzo de 2025.
Finalmente, el primer gobierno de transición se extendió hasta el 29 de marzo de 2025, día en el que el presidente al-Charaa designó un segundo gobierno de transición, esta vez sin la figura del primer ministro, que no estaba prevista en la Constitución provisional Siria de 2025.

### Ministro de Energía
Al-Bashir fue nombrado ministro de Energía en el segundo gobierno provisional sirio, un nuevo departamento que agrupó los extintos ministerios de Electricidad y de Petróleo y Gas.